# Xã Chester, Quận Dallas, Arkansas
Xã Chester (tiếng Anh: Chester Township) là một xã thuộc quận Dallas, tiểu bang Arkansas, Hoa Kỳ. Năm 2010, dân số của xã này là 430 người.